# Peter Andreas Brandt

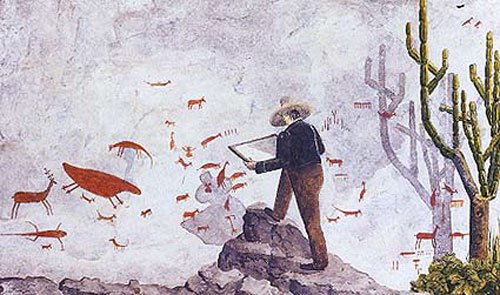
Peter Wilhelm Lund avbildar grottmålningar, av Peter Andreas Brandt.

Peter Andreas Brandt, född 14 juni 1792 i Trondheim, död 20 september 1862 i Brasilien, var en norsk naturforskare och illustratör. Han var far till Wilhelmine Brandt.
Brandt var först handelsman i sin födelsestad, senare redaktör och litteratör i Kristiania, där han grundlade den illustrerade veckotidningen "Skilling-Magazin til Udbredelse af almennyttige Kundskaber" (1835–91). Redan innan denna hade börjat utkomma reste Brandt 1834 till Brasilien, som han bereste tillsammans med den danske zoologen Peter Wilhelm Lund och till vars verk Blik paa Brasiliens Dyreverden før sidste Jordomvæltning (1841–43) han medverkade, särskilt som tecknare.